# Svarthakad buskskvätta
Svarthakad buskskvätta (Saxicola rubicola) är en buskskvätta i familjen flugsnappare med omstridd systematik. Arten häckar i västra och södra Europa samt Nordafrika, numera även på svenska Västkusten.

## Utseende och läte
Den svarthakade buskskvättan är en 11,5–13 cm lång tätting som väger tio till tretton gram. Hanen har svart huvud, vit halsfläck och orangeröd undersidan är orangeröd från bröstet ner till buk och kroppssida. Övergumpen är vanligen brun och mörkfläckad. Honan är mattare färgad än hanen. 

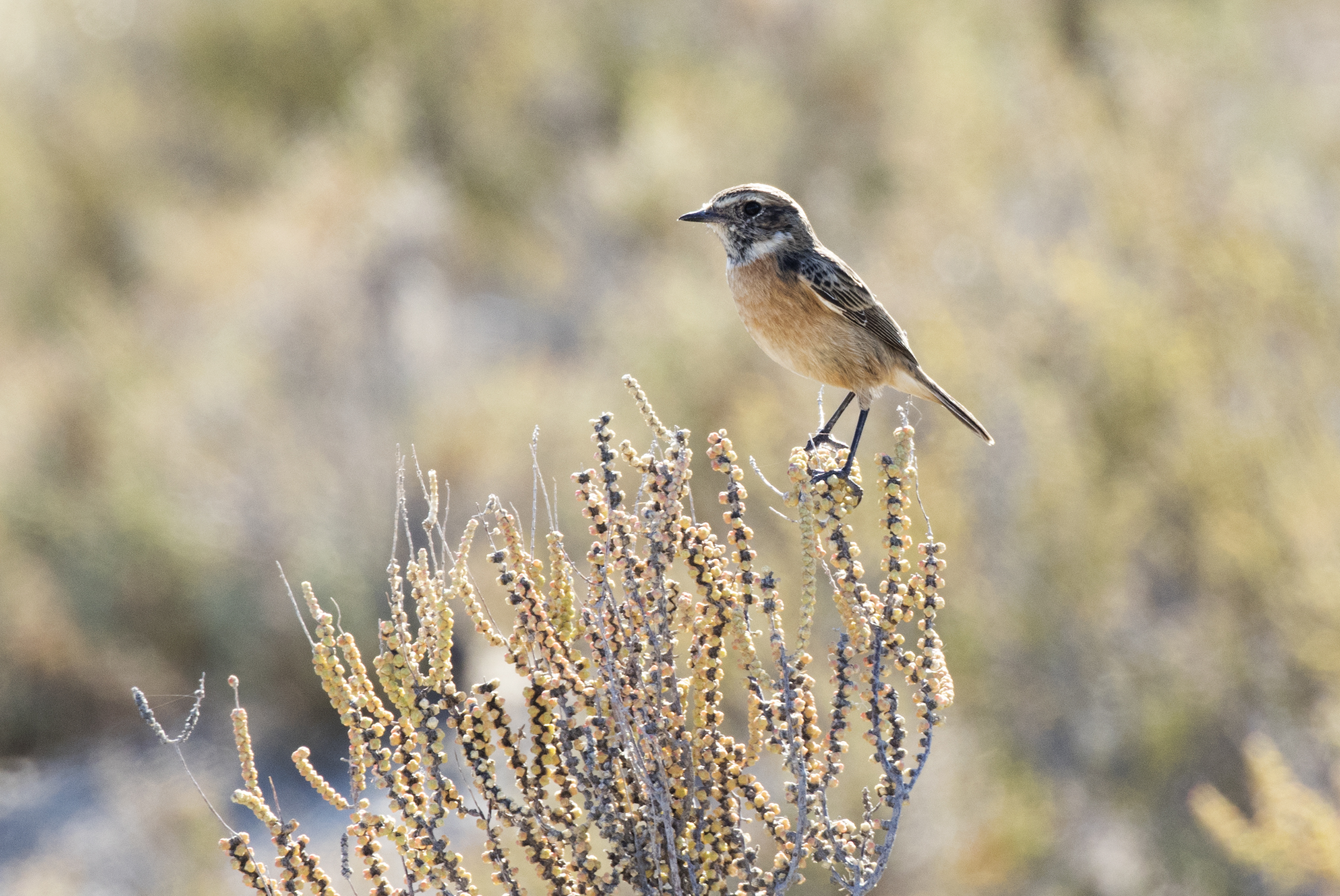
Adult hona.

Vitgumpad buskskvätta har just tydligare vit övergump och hos vissa underarter är även delar av stjärten vit. Vidare har den svarta undre vingtäckare (ej grå med smala vita fjäderkanter), större vit halsfläck och mindre orangerött på undersidan. Olikt hona vitgumpad buskskvätta har den alltid ljus strupe.
Sången hos svarthakad buskskvätta är en gnisslig eller kvittande kort strof, inte olik järnsparv eller berglärka. Olikt buskskvätta saknar den större tonsteg och är mer entonig. Oroslätet liknar svart rödstjärt, en vass vissling och ett orent smackande: "vist track-track".

## Systematik och utbredning
Svarthakad buskskvätta beskrevs första gången taxonomiskt av Linné 1766 i den 12:e upplagan av Systema naturae där han gav den det vetenskapliga namnet Motacilla torquata. Den brukar idag vanligen delas in i två underarter:
- Saxicola torquatus hibernans, västlig svarthakad buskskvätta[3], – häckar i Storbritannien, på Irland, västkusten av Frankrike och Iberiska halvön
- Saxicola torquatus rubicola, kontinental svarthakad buskskvätta[3] – häckar i västra och södra Europa och i Nordafrika; övervintrar i Mellanöstern

Tidigare omfattade svarthakad buskskvätta en mängd taxon i Europa, Afrika och Asien, under artnamnet Saxicola torquatus. Detta komplex delas idag upp i fyra till fem arter: svarthakad buskskvätta (S. rubecola), vitgumpad buskskvätta (S. maurus), afrikansk buskskvätta (S. torquata) och amurbuskskvätta (S. stejnegeri) samt ofta även madagaskarbuskskvätta (S. sibilla) och .
Vissa auktoriteter behandlar dem dock fortfarande som en och samma art, Saxicola torquatus, med argumenten att det fortfarande är oklart vad som händer i kontaktzoner mellan exempelvis svarthakad buskskvätta och taxonet variegaticus i Turkiet och att mycket små morfologiska skillnader föreligger – svarthakade buskskvättor på Sicilien påminner till exempel mer om maurus. Dock skulle en ihopslagning kräva att de distinkta arterna kanariebuskskvätta, vitstjärtad buskskvätta och réunionbuskskvätta också inkluderas eftersom de genetiskt är en del av komplexet.

### Svarthakad buskskvätta i Sverige
I Sverige har svarthakad buskskvätta observerats regelbundet sedan 1950-talet. De senaste 20–30 åren har antalet fynd ökat markant och sedan 2000-talet häckar den i små antal i södra Skåne och på Västkusten. Första häckningen noterades år 2000 i Skåne, därefter i södra Västergötland 2004 och sedan 2007 årligen i Skåne.

### Familjetillhörighet
Buskskvättorna ansågs fram tills nyligen liksom bland andra stenskvättor, stentrastar, rödstjärtar vara små trastar. DNA-studier visar dock att de är marklevande flugsnappare (Muscicapidae) och förs därför numera till den familjen.

## Ekologi
Svarthakad buskskvätta lever på öppna ytor som högmossar och hedar med enstaka buskar, gärna ljung eller ginst. Den förekommer utmed kusterna såväl som i bergstrakter ovan trädgränsen. Häckningstiden infaller mellan mars och augusti och den lägger ofta två kullar. Boet göms på marken och byggs av gräs, strån, mossa och rötter. Honan lägger fem till sex ägg i varje kull. Svarthakad buskskvätta livnär sig av insekter, spindlar och maskar, som den oftast fångar på marken. 

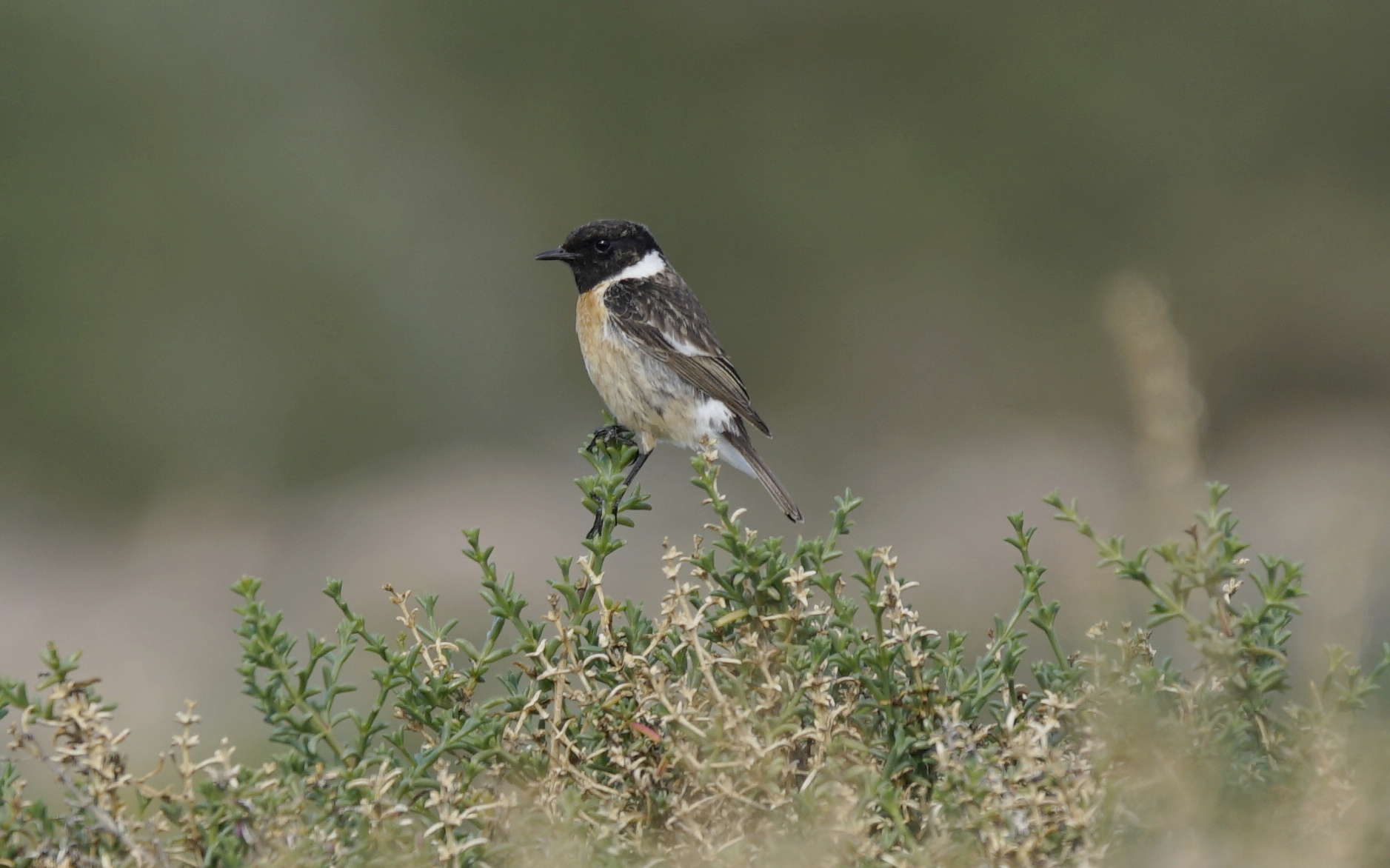
Svarthakad buskskvätta i typisk miljö.

## Svarthakad buskskvätta och människan

### Status och hot
Den globala populationen kategoriseras som livskraftig (LC) av IUCN (som dock inkluderar vitgumpad buskskvätta, amurbuskskvätta och afrikansk buskskvätta i bedömningen).
I Sverige har den nyligen etablerat sig som svensk häckfågel och har därmed ännu en relativt liten population uppskattad till cirka 100 könsmogna individer. Av det skälet kategoriseras den som sårbar på Artdatabankens rödlista. Arten ökar markant även i andra länder i norra Europa. I Polen finns exempelvis numera 110 000–150 000 par efter att ha ökat med 15–80 % mellan 2000 och 2012. I Danmark uppskattades beståndet 2011 uppgå till 300 par.

### Namn
När svarthakad buskskvätta tidigare inkluderade afrikansk buskskvätta (S. torquata) hade den senare artens vetenskapliga artnamn prioritet över rubicola.